# Collada dels Cerdans
La Collada dels Cerdans és un coll de 1.530,7 metres d'altitud, a l'interior del terme comunal de Fontpedrosa, a la comarca del Conflent, de la Catalunya del Nord.
És en un contrafort nord-oest del Pic de Monellet, a la carena que separa la Bola dels Clots de Monellet, en el vessant oriental de la vall de la Riberola.